# 레이디 빙 메모리얼 트로피

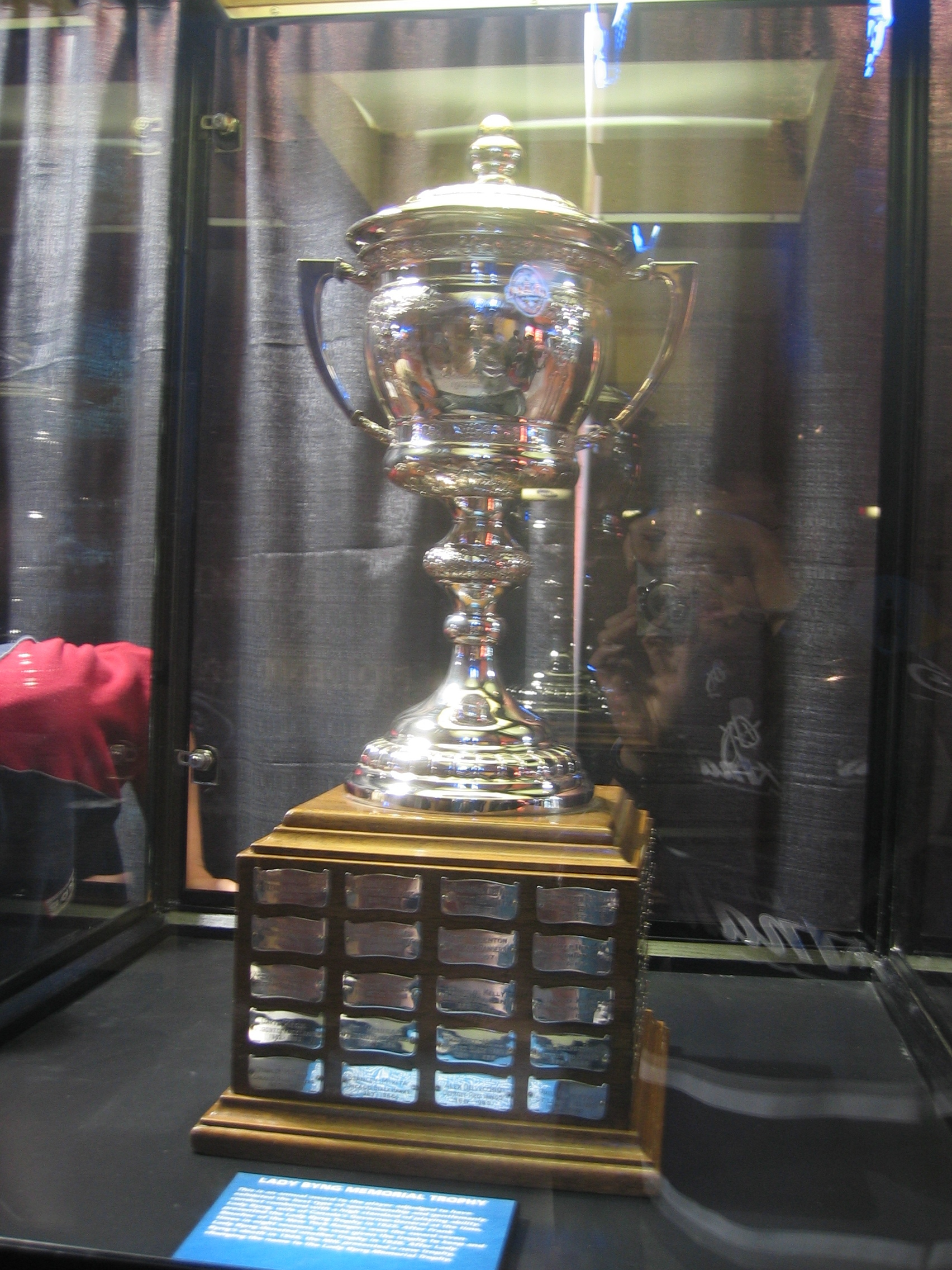
레이디 빙 메모리얼 트로피

레이디 빙 메모리얼 트로피(영어: Lady Byng Memorial Trophy)는 내셔널 하키 리그 (NHL)의 트로피다. 매년 "높은 수준의 플레이 능력과 결합된 최고의 스포츠맨십과 신사적인 행동을 보여준 선수"에게 수여된다. 투표는 정규 시즌이 끝나고 프로 하키 작가 협회 회원이 한다.